# Argentinischer Peso
Der Argentinische Peso (spanisch peso ‚Gewicht‘) ist seit dem 1. Januar 1992 die Währung Argentiniens. 1 Peso ist in 100 Centavos (¢) unterteilt.
Im Umlauf gibt es Banknoten zu 10, 20, 50, 100, 200, 500, 1000, 2000, 10000 und 20000 Pesos, sowie Münzen zu  1, 5, 10, 25, 50 Centavos, sowie 1, 2, 5 und 10 Pesos. Früher gab es auch 1-, 2- und 5-Peso-Scheine, die heute aber nicht mehr im Umlauf sind.

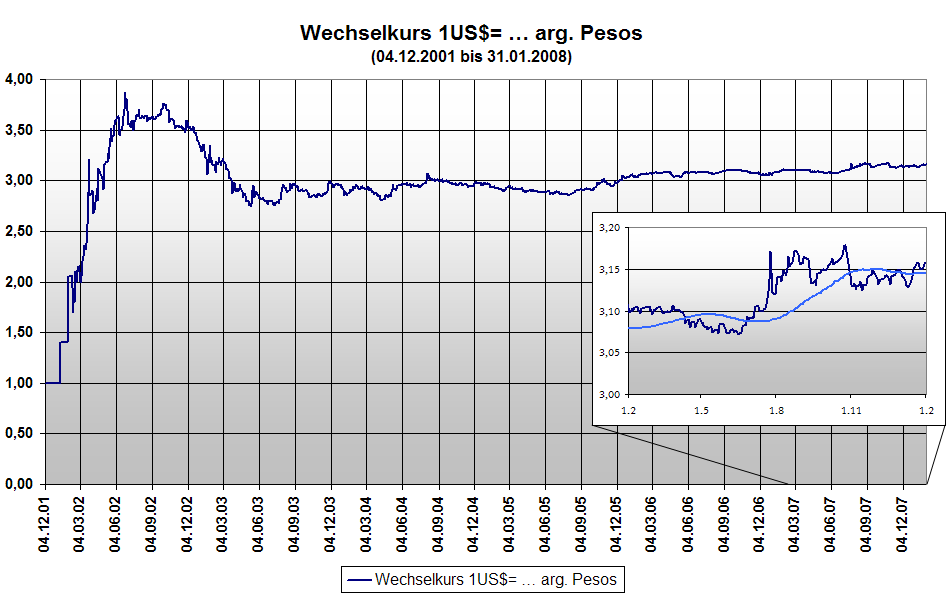
Wechselkurs des argentinischen Peso zum US-Dollar von Anfang Dezember 2001 bis Ende Januar 2008

## Frühere Währungen Argentiniens
Die Vorläufer des Peso (ARS) waren
- von 1822 bis 1826 der Real Argentino
- von 1826 bis 4. November 1881 der Peso Moneda Corriente (das Papiergeld wurde als „Peso fuertes“ bezeichnet, ab 3. Januar 1867 als goldgebundene Währung) (ARC) → (25 Peso Moneda Corriente = 1 Peso Moneda Nacional)
- vom 5. November 1881 bis zum 31. Dezember 1969 der Peso Moneda Nacional (ARM) → (100 Pesos Moneda Nacional = 1 Peso Ley, bis 1896 als goldgebundene Währung: 5 Pesos = 1 Argentino)
- vom 1. Januar 1970 bis zum 31. Mai 1983 der Peso Ley (ARL) → (10.000 Pesos Ley = 1 Peso Argentino)
- vom 1. Juni 1983 bis zum 14. Juni 1985 der Peso Argentino (ARP)  → (1.000 Pesos Argentinos = 1 Austral)
- vom 15. Juni 1985 bis zum 31. Dezember 1991 der Austral (ARA) → (10.000 Austral = 1 Peso)

## Wertverfall der argentinischen Währung

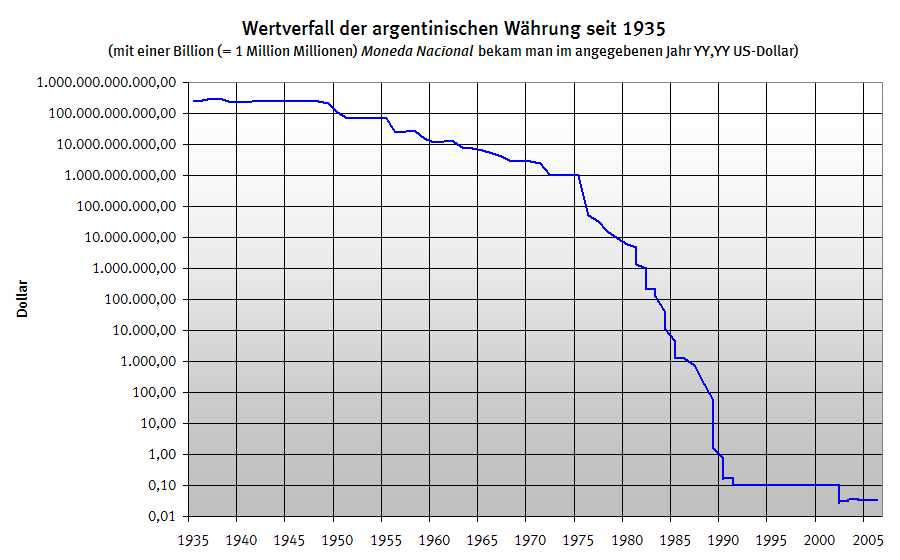
Wertverfall der argentinischen Währung 1935–2005 (logarithmische Kursskala)

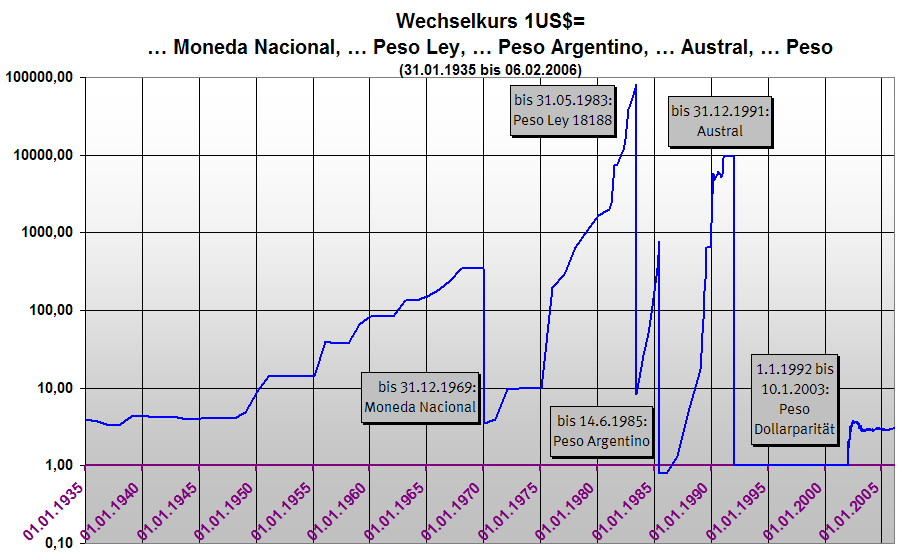
Wechselkurs verschiedener argentinischer Währungen zum US-Dollar von 1935 bis Februar 2006 (logarithmische Kursskala)

Die argentinische Währung wurde mehrmals stark abgewertet, und sie bekam allein seit 1935 viermal einen neuen Namen, wobei jeweils 2 bis 4 Nullen gestrichen wurden, insgesamt waren es 13 Nullen. Konnte man Anfang 1935 für eine Billion Moneda Nacional noch 251,2 Milliarden US-Dollar bekommen, so hätte man Anfang 2005, wäre die ursprüngliche argentinische Währung zu diesem Zeitpunkt noch gültig gewesen, nur noch 3 US-Cent für den gleichen Betrag bekommen.
Der Wertverfall war nicht immer gleich stark. Besonders starke Phasen des Wertverfalls waren (Stichtag jeweils Ende Januar der angegebenen Jahre):
- der Zeitraum 1948–1951 mit jährlichen Abwertungen zwischen 17 und 46 % gegenüber dem US-Dollar
- 1955/56 mit einer Abwertung in Höhe von 65 %
- 1958/59 und im geringeren Maße 1959/1960 mit Abwertungen in Höhe von 43 % bzw. 21 %
- 1962/63 mit einer Abwertung in Höhe von 38 %
- 1965–1968 mit Abwertungen zwischen 20 und 30 %
- 1971/72 mit einer Abwertung in Höhe von 58 %
- 1975/76 mit einer Abwertung in Höhe von 95 %
- in der Folgezeit zwischen 1976 und 1981 jährliche Abwertung zwischen 18 und 54 %
- 1981–1984 mit jährlichen Abwertungen in Höhe von um die 80 %
- 1984/85 mit einer Abwertung in Höhe von 88 %
- 1985–1989 mit jährlichen Abwertungen zwischen 39 und 76 %
- sowie der Jahreswechsel 1989/90 mit dem Spitzenwert einer Abwertung innerhalb eines Jahreszeitraums in Höhe von 99 %
- im vorletzten Jahreszeitraum vor der Dollar-Parität 1990/1991 eine Abwertung in Höhe von 75 %
- im letzten Jahreszeitraum vor der Dollar-Parität eine Abwertung in Höhe von 25 %

Zwischen dem 1. April 1991 und dem 10. Januar 2002 war der argentinische Peso per Gesetz an den US-Dollar gebunden, und es gab lediglich leichte Schwankungen im Zehntel-Dollar-Bereich. Der Wechselkurs betrug zunächst 10.000 Australes je Dollar und mit der Einführung der neuen Währung Peso zum 1. Januar 1992 ein Peso je Dollar.
Die Argentinien-Krise führte Ende 2001 zum Zusammenbruch des Finanzsystems. Am 11. Januar 2002 wurde der Peso zunächst um 29 % auf 1,40 Peso je US-Dollar abgewertet; dieser Wechselkurs ließ sich nicht stabil halten. Daher wurde die Währung am 31. Januar 2002 freigegeben. Der Peso sank bis auf einen Wechselkurs von 3,87 Peso je US-Dollar, den er am 26. Juni 2002 erreichte (74 % Abwertung gegenüber den 20. Dezember 2001); bis Mitte 2003 stieg sie auf ca. 3 Peso je US-Dollar. Danach blieb der Peso (auch durch Interventionen der argentinischen Zentralbank, die sich gegen eine weitere Aufwertung richteten) einige Jahre lang stabil (z. B. Februar 2009: 1 USD = ARS 3,55).
Vom Frühjahr 2012 bis zum Dezember 2015 war es in Argentinien nur noch in Ausnahmefällen möglich, ausländische Währungen zu kaufen. Der offizielle Wechselkurs betrug im November 2013 für einen US-Dollar etwa 5,90 Pesos, der Schwarzmarktkurs mehr als 9 Pesos für einen US-Dollar.
Mauricio Macri (vom 10. Dezember 2015 bis 9. Dezember 2019 Staatspräsident Argentiniens) und seine Regierung hoben die Devisenkontrollen wenige Tage nach ihrem Amtsantritt weitgehend auf.
Ende April 2018 fiel der Peso-Kurs unerwartet. Die argentinische Zentralbank erhöhte den Leitzins auf 40 %, fast das Doppelte der für 2018 erwarteten Inflationsrate.
Zu seinem Amtsantritt als Präsident ließ der ultraliberale Javier Milei, der im Wahlkampf angekündigt hatte, die Zentralbank abschaffen zu wollen, den Peso im Vergleich zum US-Dollar von 1:391 auf 1:800 abwerten.

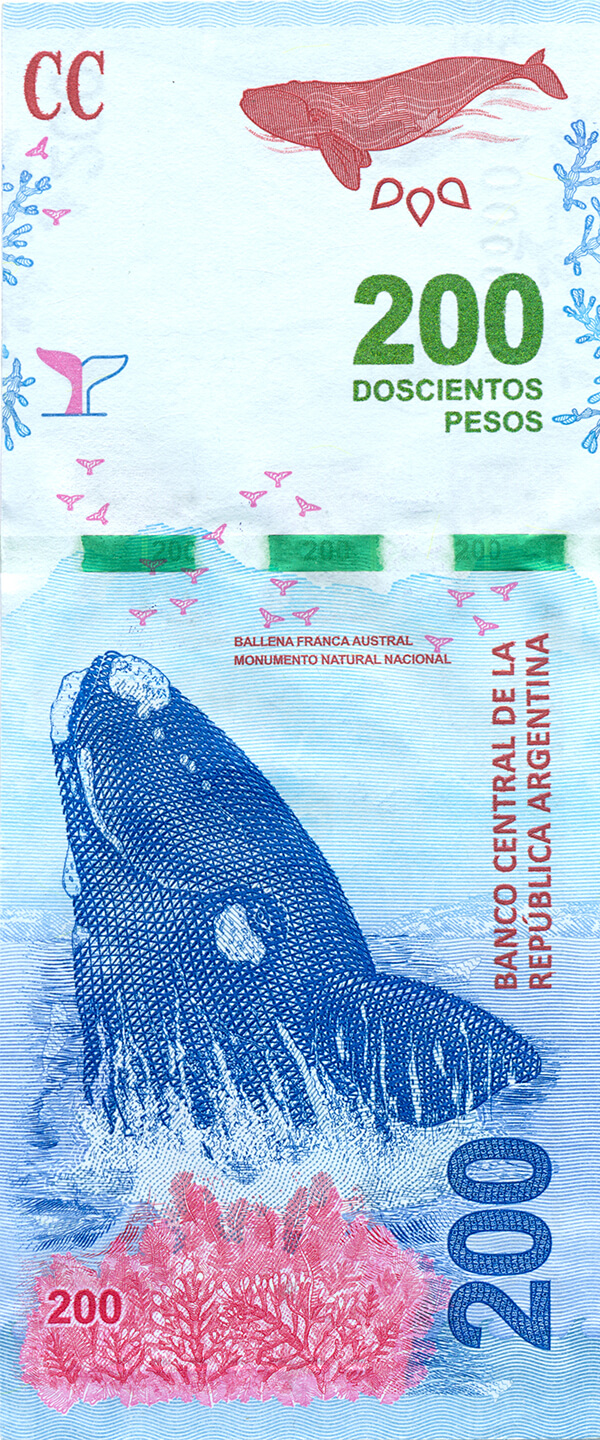

## Bargeld
| Nennwert    | Farbe         | Vorderseite | Rückseite | Im Umlauf seit |
| ----------- | ------------- | --- | --- | -------------- |
| 10 Pesos    | rot-grün      | Manuel Belgrano (1770–1820), argentinischer General                                                                                             | Panorama von Generälen, die ihre Schwerter zur Flagge heben (27. Februar 1812), die erste Hissung der argentinischen Flagge | 2016           |
| 20 Pesos    | rot           | Guanako | Patagonien, Karte Argentiniens                                                                                              | 2017           |
| 50 Pesos    | türkis        | Andenkondor | Cerro Aconcagua, der höchste nicht-asiatische Berg mit 6961 Metern Höhe, Karte Argentiniens                                 | 2018           |
| 100 Pesos   | lila-weiß     | Taruka (Nordandenhirsch) und eine Blume | Sierra de Famatina, Karte Argentiniens                                                                                      | 2018           |
| 200 Pesos   | hellblau-pink | Südkaper und Blumen | Valdés-Halbinsel, Karte Argentiniens                                                                                        | 2016           |
| 500 Pesos   | grün          | Jaguar und Blumen | Yungas-Dschungel, Karte Argentiniens                                                                                        | 2016           |
| 1000 Pesos  | orange        | Hornero (argentinischer Nationalvogel) | Pampa, Karte Argentiniens                                                                                                   | 2017           |
| 2000 Pesos  | grau-rosa     | Dr. Ramón Carrillo (Neurowissenschaftler, 1. Gesundheitsminister) und Dra. Cecilia Grierson (1. Frau mit Doktortitel in Medizin in Argentinien) | Instituto Nacional de Microbiología “Dr. Carlos G. Malbrán”                                                                 | 2023           |
| 10000 Pesos |               | María Remedios del Valle (Kämpferin im Unabhängigkeitskrieg) und Manuel Belgrano (General im Unabhängigkeitskrieg)                              | Schwur auf die Flagge von 1812                                                                                              | 2024           |